# Javier Cercas
José Javier Cercas Mena (Ibahernando, Cáceres, 6 de abril de 1962) es un novelista español. En 2001 publicó Soldados de Salamina, que constituyó un éxito dentro y fuera de España, al recibir elogios de personalidades como Mario Vargas Llosa, George Steiner, J. M. Coetzee o Susan Sontag. 
La obra de Cercas se caracteriza por la exploración de los límites entre la realidad y la ficción (él mismo ha definido algunas de sus novelas como “relatos reales”), siempre con las miras puestas en el escrutinio del presente y de sus claves. La publicación de El monarca de las sombras (febrero 2017) cierra este ejercicio literario de memoria personal sobre la guerra civil española. 
Su obra ha sido traducida a más de treinta idiomas y ha obtenido numerosos premios nacionales e internacionales, como el Premio al Libro Europeo 2016 por su obra El Impostor, el Premio André Malraux 2018 por El monarca de las sombras y el Premio Planeta 2019 por Terra Alta.

## Biografía
Javier Cercas Mena nació en Ibahernando, un pequeño municipio español de la provincia de Cáceres, Extremadura. En 1966, a los cuatro años de edad, se trasladó con su familia a Gerona.
En 1985 se licenció en Filología hispánica en la Universidad Autónoma de Barcelona, y más tarde se doctoró en la misma especialidad en la Universidad de Barcelona. Trabajó durante dos años en la Universidad de Illinois en Urbana época en que escribió su primera novela. Desde 1989 comenzó a ejercer como profesor de literatura española en la Universidad de Gerona, y escribió artículos y reseñas para diversos periódicos. Hasta la actualidad es colaborador habitual del diario El País.
En 2001, Cercas publicó su novela Soldados de Salamina, con la cual obtuvo un reconocimiento a nivel mundial, recibiendo favorables críticas por parte de destacados escritores. Es bilingüe en castellano y catalán, y habla inglés, francés e italiano.

### Infancia y adolescencia
José Javier Cercas Mena es hijo de un veterinario ruraly primo carnal del político Alejandro Cercas.Nació en Ibahernando, un pequeño municipio español de la provincia de Cáceres, Extremadura. En 1966, a los cuatro años de edad, se trasladó con su familia a Gerona.Hasta los quince años, viajó todos los veranos a su pueblo natal, manteniendo con Ibahernando una estrecha relación que sostiene hasta la actualidad.
Durante su adolescencia se interesó por la literatura y el cine. Algunos miembros de su familia cercana, incluyendo a su padre, eran falangistas, pero él comenzó a hacerse una opinión propia de la guerra civil española leyendo sobre el tema.

### Juventud y edad adulta
En 1985, se licenció en Filología hispánica en la Universidad Autónoma de Barcelona y más tarde se doctoró en la misma especialidad en la Universidad de Barcelona. Trabajó durante dos años en la Universidad de Illinois en Urbana, época en que escribió su primera novela. Desde 1989, comenzó a ejercer como profesor de literatura española en la Universidad de Gerona, y escribió artículos y reseñas para diversos periódicos. Hasta la actualidad es colaborador habitual de la edición catalana y del suplemento dominical del diario El País.
Tras haber vivido varios años en Barcelona, Cercas regresó con su esposa y su hijo a Gerona en 1999. Hasta el año 2000, Javier Cercas era un escritor muy poco conocido. Esto se aprecia en el hecho que en una antología de autores españoles publicada ese año, titulada Páginas amarillas, no está incluido en una lista de varios escritores de su misma generación. Pese a lo anterior, su amigo, el reconocido escritor chileno Roberto Bolaño, reconocía en él a un escritor talentoso y lo estimuló a continuar escribiendo.

### Consolidación literaria

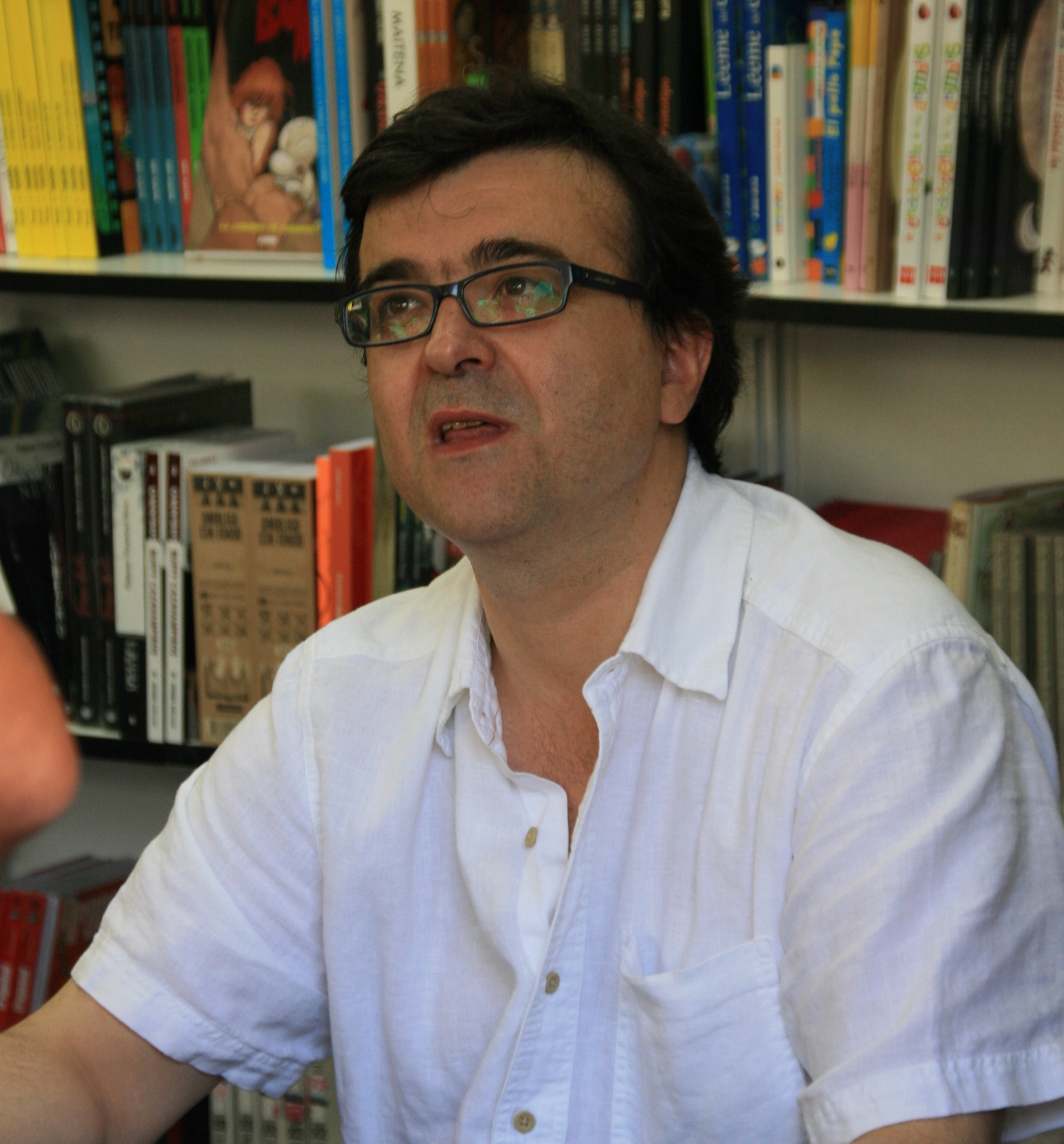
Javier Cercas en la Feria del Libro de Madrid 2009

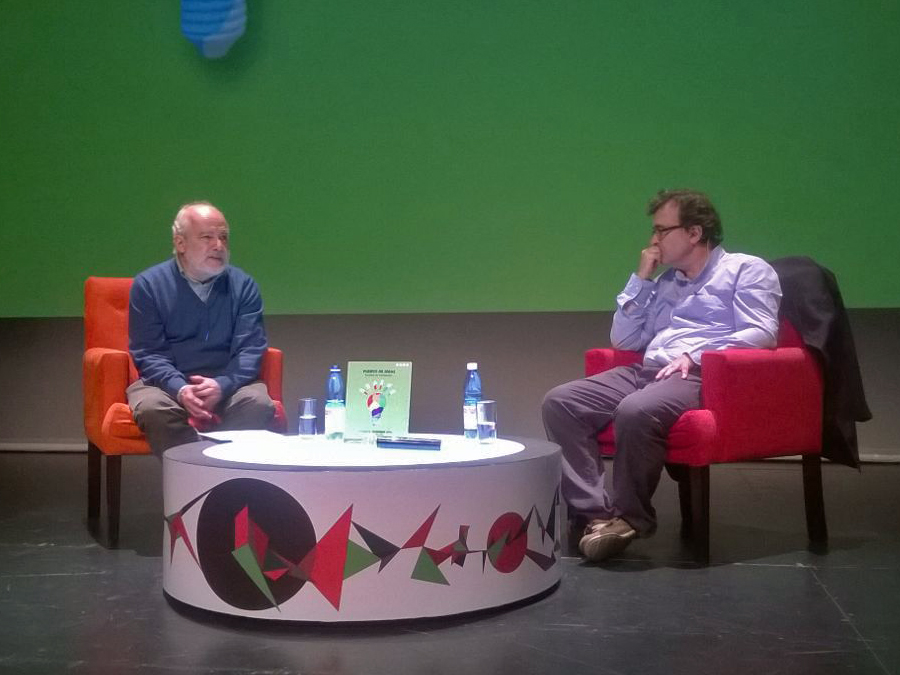
Javier Cercas entrevistado por Rodrigo Pinto en el Festival Puerto de Ideas 2016, Teatro del Parque Cultural de Valparaíso.

En 2001, Cercas publicó su novela Soldados de Salamina, que lo convirtió en un escritor mundialmente reconocido, recibiendo excelentes críticas por parte de prestigiosos escritores tales como Mario Vargas Llosa, J. M. Coetzee, Doris Lessing, Susan Sontag y George Steiner. Las numerosas ventas de esta obra permitieron al escritor dedicarse exclusivamente a escribir, dejando su oficio como profesor de filología. Una versión cinematográfica de esta novela se estrenó dos años después, bajo la dirección de David Trueba.
Su siguiente novela, La velocidad de la luz, que apareció en 2005, fue considerada como libro del año por el periódico La Vanguardia y Qué Leer, y obtuvo distintos premios. En sus novelas siguientes, Anatomía de un instante (2009), Las leyes de la frontera (2012), El impostor (2014) y El monarca de las sombras (2017), el autor ha mantenido un fuerte interés por los períodos históricos de la guerra civil española y la Transición española posterior al Franquismo.
Su obra ha sido traducida a más de treinta lenguas. Por su parte él mismo ha traducido a autores catalanes contemporáneos y a H. G. Wells.

## Estilo e influencias
La narrativa de Cercas se caracteriza por hacer uso de la novela testimonio, en que se entremezclan hechos verídicos y ficticios, sin quedar claros los límites de los unos y los otros. Para el escritor, toda novela es autobiográfica, si bien además debe conllevar una catarsis, una forma de salvación. Esta forma de ver la literatura, que aplica a la estructura y forma de relatar sus historias, ha sido celebrada por muchos, pero también ha generado algunas críticas en otros, tales como el escritor Félix de Azúa o el periodista Arcadi Espada, quienes defienden una mayor nitidez en los límites entre ficción y realidad. Sus obras suelen estar sobre todo ambientadas en entornos urbanos, abarcar periodos del tiempo presente o del pasado cercano, y poseer un tono amable y en ocasiones humorístico.
En cuanto al proceso de escritura, según el propio autor, pese a que sus novelas son todas muy diferentes, todas ellas comienzan con una pregunta, y el libro corresponde a una búsqueda de su respuesta, que finalmente no se consigue, o bien la respuesta es la pregunta en sí misma. El escritor afirma que al momento de comenzar una nueva novela, solo tiene una vaga idea sobre ella, y esta se va definiendo a medida que se va desarrollando. Ha dicho que su ideal son las «novelas fáciles de leer y difíciles de entender», como es el caso de Don Quijote de la Mancha, su novela favorita.
El mismo autor reconoce en el cuentista argentino Jorge Luis Borges una de sus mayores influencias y estímulos para escribir, habiéndolo comenzado a leer a los catorce años de edad. Asimismo reconoce que para él los dos autores más importantes en la literatura son Borges y Franz Kafka.
Para Cercas, el rol del articulista es casi opuesto al rol del novelista, si bien una misma persona puede ser capaz de ejercer ambos sin problemas.

### Ideología política
La novelas y crónicas de Javier Cercas suelen poseer un fuerte contenido político, por el que se manifiesta como autor de tendencia izquierdista, si bien también un crítico del discurso y estado actual de la izquierda en su país. Es además un ferviente opositor a la dictadura de Francisco Franco, que ha polemizado con diversos intelectuales, periodistas y políticos acerca de las responsabilidades durante la guerra civil española, la dictadura y la Transición Española. Entre otros, ha debatido con José Ignacio Wert y Gregorio Morán.
Ha vivido casi toda su vida en Cataluña, pero se considera, en sus palabras, un «extremeño catalanizado o un catalán que no acierta a dejar de ser extremeño (o al revés)». Cercas rehúye en general los nacionalismos, que considera cuestión pasional. Este antinacionalismo le ha acarreado disputas con otros escritores e historiadores, tales como Joan B. Culla, y lo ha llevado a criticar abiertamente a manifestantes simpatizantes de ETA. También se ha mostrado a favor de una Europa federada o confederada.
El escritor se declara ateo y anticlerical, y está muy interesado en la política de Ciudad del Vaticano.

### Miembro de la RAE
En 2024 fue nombrado miembro de la institución, ocupando la silla 'R', que quedó vacante al morir Javier Marías el 11 de septiembre de 2022. Tomó posesión el 24 de noviembre de 2024 con la lectura del discurso "Malentendidos de la Modernidad. Un manifiesto".

## Obras

### Novelas
- 1987 - El móvil (reeditada solo con la novela corta homónima en 2003 por Tusquets y en 2017 por Literatura Random House, con prólogo del autor)
- 1989 - El inquilino (reeditada en 2000 por Acantilado y en 2019 por Literatura Random House, con prólogo del autor)
- 1997 - El vientre de la ballena (reescrita y reeditada en 2014 por Literatura Random House, con prólogo del autor)
- 2001 - Soldados de Salamina (reeditada con correcciones en 2015 por Literatura Random House, con epílogo del autor, y en 2017 en la colección Letras Hispánicas, de Cátedra; publicada como novela gráfica en 2019 por Reservoir Books.)
- 2005 - La velocidad de la luz (reeditada en 2013 por Literatura Random House, con prólogo del autor)
- 2009 - Anatomía de un instante
- 2012 - Las leyes de la frontera
- 2014 - El impostor
- 2017 - El monarca de las sombras
- 2019 - Terra Alta
- 2021 - Independencia
- 2022 - El castillo de Barbazul
- 2025 - El loco de Dios en el fin del mundo

### Relatos
- 2000 - Relatos reales (reeditado en 2020 por Literatura Random House, con prólogo del autor)
- 2002 - Una oración por Nora

### Ensayos
- 1993 - La obra literaria de Gonzalo Suárez
- 1998 - Una buena temporada
- 2003 - Diálogos de Salamina: un paseo por el cine y la literatura (con David Trueba; Luis Alegre, ed.; David Airob, fot.)
- 2016 - El punto ciego
- 2016 - Formas de ocultarse
- 2023 -  No callar. Crónicas, ensayos y artículos 2000-2022

### Biografía / Memorias
- 2002 - Álbum Galmés

### Otros
- 2006 - La verdad de Agamenón (reeditado en 2013 por Literatura Random House con algunos cambios en el prólogo y dos artículos menos)

### Traducciones
- 1992 - Francesc Trabal, El hombre que se perdió
- 1997 - H. G. Wells, El país de los ciegos y otros relatos (reeditado en 2005)
- 1997 - Imma Monsó, Nunca se sabe
- 1997 - Quim Monzó, Guadalajara
- 1998 - Sergi Pàmies, La gran novela sobre Barcelona
- 2002 - Ponç Puigdevall, Àlbum Galmés
- 2003 - Quim Monzó, Ochenta y seis cuentos
- 2004 - Quim Monzó, Splassshf

### Prólogos
- 2012 - Felipe Alaiz, El arte de escribir sin arte
- 2022 - Ramón de España, Barcelona fantasma, Vegueta Ediciones (Barcelona)

### Películas
- 2003 - Soldados de Salamina (basada en la novela homónima publicada en 2001. Dir: David Trueba).
- 2017 - El autor (basada en la novela El móvil publicada en 1987; Dir.: Manuel Martín Cuenca).
- 2021 - Las leyes de la frontera (basada en la novela homónima publicada en 2012. Dir.: Daniel Monzón).

### Adaptaciones al teatro
- 2007 - Soldados de Salamina (basada en la novela homónima publicada en 2001. Bitó Produccions. Dir.: Joan Ollé).
- 2022 - 23-F. Anatomía de un instante (basada en la novela homónima publicada en 2009. Heartbreak Hotel. Dir.: Àlex Rigola).

## Premios
| Por Soldados de Salamina - Premio Salambó de Narrativa 2001 - Premio Qué Leer 2001 - Premio Crisol 2002 - Premio Llibreter 2001 - Premio Cálamo 2001 - The Independent Foreign Fiction Prize (Reino Unido) - Premio Extremadura a la Creación a la mejor Obra Literaria de Autor Extremeño por Soldados de Salamina (España) 2002 - Premio Grinzane Cavour (Italia) 2003 - Premio de la Crítica de Chile (Chile) - Premi Ciutat de Barcelona 2001 - Premio Ciudad de Cartagena - Medalla de Extremadura 2005 Por La velocidad de la luz - Premio Arzobispo Juan de San Clemente 2006 - Cartelera Turia 2006 - Athens Prize for Literature 2006 Por Anatomía de un instante - Premio Nacional de Narrativa 2010 - Premio Internacional Terenci Moix 2010 - Premio Jean Morer (Francia) 2011 - Premio Mondello 2011 (Italia) - Premio Radovan Galonja que se otorga anualmente al mejor libro publicado en la antigua región yugoslava 2016 Por Las leyes de la frontera - Premio Mandarache 2014 - Prix Méditerranée Étranger (Francia) 2014 - Premio Casino da Póvoa, Oporto (Portugal) 2016 Por "El impostor" - Premio Arzobispo Juan de Sanclemente 2015 - Premio Speziale Internazionale Ceppo di Pistoia (Italia) 2015 - Premio Littéraire de l’UIAD (Francia) 2015 - Premio Letterario Isola d’Elba ‘Raffaelo Brignetti’ (Italia) 2016 - Premio Taofen (Pekín) a la mejor novela extranjera traducida en China 2016 - The 21st Century Annual Best Foreign Novels (China) 2016 - Premio Friuladria La Storia in un Romanzo (Italia) 2016 - Prix du Livre Européen 2016 - Finalista del Man Booker International Prize 2017 Por "El monarca de las sombras" - Prix André Malraux (Francia) 2018 | Por Terra Alta - Premio Planeta 2019 - Dagger Crime Fiction in Translation (Reino Unido) 2023 - Prix Littéraire Déodat de Séverac (Francia) 2023 Otros - Grinzane Cavour de narrativa 2003 - Premio de la Crítica de Chile - Premio Fundación Fernando Lara - Premio Internazionale del Salone del Libro di Torino 2011 - Premio Ulysse (Francia) a toda la obra 2011 - Premio Lara de la prensa especializada - Premio Littéraire de l’UIAD (Francia) 2015 - Premio Internazionale alla Carriera per l'anno (Premio Letterario L. Mastronardi Cittá di Vigevano) 2018 - Premio de Las Letras Región de Murcia por su trayectoria literaria 2018 - Premio Sicilia (Italia) por su trayectoria literaria 2019 - Premio Festival Eñe 2019 - Prix Dialogo por su trayectoria literaria (Francia) 2019 - Premio de Periodismo Francisco Cerecedo 2019 - Premio de Literatura Flaiano (Italia) por su trayectoria literaria 2020 - Premio Mariano de Cavia 2021 - Premio Influential de Cultura (El Confidencial) 2021 - Prix Metropolis Bleu, a toda la obra (Montreal, Canadá) 2021 - Premio letterario nazionale “Fulvia” (Italia) 2022 - International Literary Flame Award (Montenegro) 2023 - Premio Incrocci di Civiltà, por su trayectoria (Venecia, Italia) 2023 - Professore Onorario de la Università Gabrielle d'Annunzio de Chieti-Pescara 2023 - Premio Antea por su trayectoria (Feria del Libro de Bilbao) 2023 - Nord Sud International Prize Fondazione Pescarabruzzo 2023 |